# 上布雷特山 (貝希特斯加登阿爾卑斯山脈)
47°35′0″N 13°3′0″E / 47.58333°N 13.05000°E

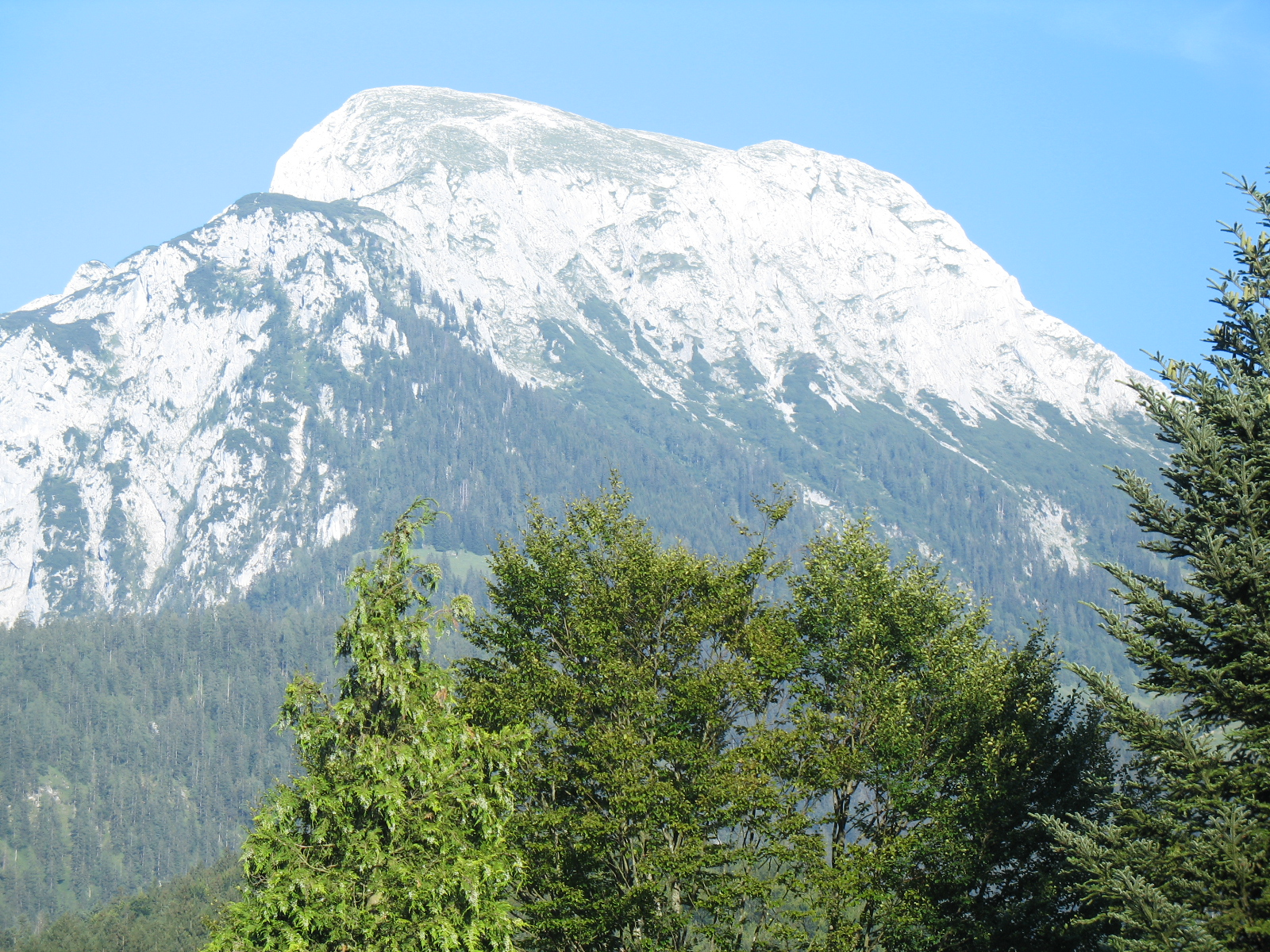

上布雷特山（德語：Hohes Brett），是中歐的山峰，位於奧地利和德國接壤的邊境，屬於貝希特斯加登阿爾卑斯山脈的一部分，海拔高度2,340米，每年平均降雨量1,894毫米。